# Santiago Beitia
Santiago Beitia Sarriegi (San Sebastián, Guipúzcoa, 28 de diciembre de 1938) es un ex-remero español que tomó parte en los Juegos Olímpicos de Roma 1960.

## Biografía
Nació en San Sebastián en 1938. Compitió entre 1958 y 1965 con Ur-Kirolak, equipo donostiarra de banco móvil, formando parte de los botes de 2 con timonel, 4 con timonel y ocho con timonel del club. Se proclamó en 8 ocasiones campeón de España.
- 1959 - Campeón de España de 8 con timonel.
- 1960 - Campeón de España de 8 con timonel.
- 1961 - Campeón de España de 8 con timonel.
- 1962 - Campeón de España de 2 con timonel.
- 1963 - Subcampeón de España de 2 con timonel.
- 1963 - Campeón de España de 8 con timonel.
- 1964 - Subcampeón de España de 4 con timonel.
- 1964 - Campeón de España de 8 con timonel.
- 1965 - Campeón de España de 4 con timonel.
- 1965 - Campeón de España de 8 con timonel.

El equipo de ocho con timonel de Ur Kirolak que se proclamó campeón de España en 1960 fue seleccionado para tomar parte en los Juegos Olímpicos de Roma. Su papel en la Olimpiada fue muy discreto ya que quedaron últimos en la serie que en la que participaron y en la serie de repesca. 
También participó en los Juegos Mediterráneo de 1963.

## Participaciones en Juegos Olímpicos
- Roma 60, Ocho con timonel.